# Gargas (Vaucluse)
Gargas is een gemeente in het Franse departement Vaucluse (regio Provence-Alpes-Côte d'Azur) en telt 2928 inwoners (1999). De plaats maakt deel uit van het arrondissement Apt.

## Geografie
De oppervlakte van Gargas bedraagt 14,9 km², de bevolkingsdichtheid is 196,5 inwoners per km².
De onderstaande kaart toont de ligging van Gargas (Vaucluse) met de belangrijkste infrastructuur en aangrenzende gemeenten.

## Demografie
Onderstaande figuur toont het verloop van het inwonertal (bron: INSEE-tellingen).